# Massimiliano Civica
Massimiliano Civica (geboren 1974 in Rieti) ist ein italienischer Theaterregisseur.

## Leben
Nach dem Abschluss in Metodologia della critica dello spettacolo an der Universität La Sapienza in Rom studierte er am Odin Teatret bei Eugenio Barba und trat später in den Regiekurs der Nationalen Akademie für Schauspielkunst ein. Schließlich arbeitete er am Teatro della Tosse in Genua und mit Emanuele Luzzati und Tonino Conte zusammen.
Im Jahr 2007 wurde er künstlerischer Leiter des Teatro della Tosse und realisierte das dreijährige Projekt Facciamo insieme teatro, das mit dem ETI-Preis ausgezeichnet wurde.
Mit seinem Il mercante di Venezia (Der Kaufmann von Venedig) gewann er 2008 den „Premio Ubu“ (Ubu-Preis) für die beste Regie, im Jahr 2009 den „Premio Vittorio-Mezzogiorno“ (Vittorio Mezzogiorno-Preis).
Im Jahr 2010 führte er Regie bei Un sogno nella notte dell'estate (Ein Sommernachtstraum) nach dem Werk von William Shakespeare und inszenierte am Teatro Stabile dell'Umbria. Im Jahr 2012 führte er Regie bei Soprattutto l'anguria, einem Theaterstück über die Beziehung zwischen zwei Brüdern.
Neben der Durchführung von Schauspielworkshops war er Universitätsdozent am Lehrstuhl für Metodologia della critica dello spettacolo an der Universität La Sapienza und Direktor der Akademie der Bildenden Künste in Genua.
Im Jahr 2015 gewann er erneut den „Premio Ubu“ in der Kategorie beste Regie für Alcesti (Alkestis) von Euripides.
Im Jahr 2016 debütierte er mit Un quaderno per l'inverno, einem Stück von Armando Pirozzi, welches den Premio Ubu für die beste Regie (ex aequo mit Massimo Popolizio) und den besten italienischen Text gewann.
Im Januar 2018 wurde er künstlerischer Berater des Teatro Metastasio in Prato (Toskana).

## Schauspiel
- 2012: Seppure voleste colpire von Roberto Latini

## Regie
- 2004: Andromaca
- 2005: Grand Guignol
- 2006: Nuda proprietà von Mirko Feliziani
- 2007: La parigina von Henry Becque
- 2009: Il mercante di Venezia von William Shakespeare
- 2010: Un sogno nella notte d'estate (aus Ein Sommernachtstraum) von William Shakespeare
- 2011: Attraverso il furore von Armando Pirozzi
- 2013: Soprattutto l'anguria von Armando Pirozzi
- 2015: Altamente volatile von Armando Pirozzi
- 2015: Alcesti von Euripides
- 2016: Dialoghi degli dei von Luciano di Samosata
- 2017: Un quaderno per l'inverno von Armando Pirozzi[9]
- 2019: Antigone[10]